# Heckenkirschenprachtkäfer
Der Heckenkirschenprachtkäfer, bei der Erstbeschreibung Stahlblauer Prachtkäfer genannt, (Agrilus cyanescens) ist ein Käfer aus der Familie der Prachtkäfer und der Unterfamilie Agrilinae. Die artenreiche Gattung Agrilus umfasst weltweit über 2800 Arten in 36 Untergattungen. In Europa werden derzeit 78 Arten unterschieden, in Mitteleuropa findet man etwa 40 Arten. Die Abgrenzung der Arten ist gelegentlich noch strittig.
Die Art wird in den Roten Listen von Brandenburg als stark gefährdet geführt. In Schleswig-Holstein gilt sie als gefährdet, in Sachsen-Anhalt als extrem selten und potentiell gefährdet.

## Bemerkungen zum Namen
Die Art wurde erstmals 1837 von Ratzeburg beschrieben. Ratzeburg stellt seiner Beschreibung voraus, dass die Art bei Herbst und bei Olivier den Artnamen cyanea trägt, und dass Illiger den Namen zu cyanescens änderte, da der Name cyanea von Fabricius für einen anderen Käfer benutzt wird. Ratzeburg kommentiert die Änderung mit den Worten und that recht daran. Cyanea wie cyanescens sind von lat. „cyánĕus“ für „blau“ abgeleitet. Ratzeburg nennt den Käfer „Stahlblauer Prachtkäfer“. Der Name Heckenkirschenprachtkäfer nimmt auf die Wirtspflanze Heckenkirsche Bezug. Unter den zahlreichen Synonymen wird in der deutschsprachigen älteren Literatur häufig das Synonym Agrilus coeruleus Rossi benutzt. Teilweise wird diese Art mit der aktuellen Schreibweise Agrilus caeruleus als von Agrilus cyanescens verschieden angesehen.
Die Gattung Agrilus wurde von dem Engländer Curtis 1825 aufgestellt. Den Namen übernahm er von Megerle. Nach anderer Quelle geht die Gattung auf Dahl, 1823 zurück. Die Erklärung des Gattungsnamens Agrīlus ist unsicher. Schenkling versieht seine Erklärung (von altgr. άγρα ágra, Jagd, Beute, und είλω ēīlo, sich versammeln) mit einem Fragezeichen. Ein Bezug zu Eigenschaften der Arten der Gattung ist nicht erkennbar.

## Körperbau des Käfers
| |                                                               |
| Abb. 1: Vorderansicht | Abb. 2: von schräg hinten                                     |
| |                                                               |
| Abb. 3: links Teile des Prosternums, Mitte Vorderrand (Kopf ent- fernt), rechts Anschluss an Mesosternum, teilweise koloriert: dunkleres blau: zentraler Teil des Prosternums; grün: Kinnfortsatz; rot: Prosternalfortsatz; gelb:Vorderhüfte; helleres blau: Mittelhüfte |                                                               |
| |                                                               |
| Abb. 4: Brustschild und Kopf mit Stirnfurche | Abb. 5: Hinterleibsende ventral Analsternitfurche rechts blau |
| |                                                               |
| Abb. 6: Schildchen, Umriss rechts grün nachgezeichnet |                                                               |
| |                                                               |
| Abb. 7: Flügeldeckenende | Abb. 8: Kopf                                                  |

Der Käfer wird 4,5 bis 7 Millimeter lang. Er gehört zu den zahlreichen metallisch glänzenden Agrilusarten, die blau oder grün oder eine Zwischenfarbe annehmen können. Die Unterseite ist schwarz oder von gleicher Farbe wie die Oberseite.
Der Kopf (Abb. 8) ist kurz und breit, die Mundwerkzeuge zeigen nach unten. Die kurzen elfgliedrigen Fühler sind ab dem vierten Glied ziemlich gleich breit nach innen stumpf gesägt. Sie sind zwischen den Augen knapp über der Verbindungslinie des Unterrandes der Augen eingelenkt. Die Oberlippe ist rechteckig. Die starken Oberkiefer sind nach innen gebogen. Auf der Innenseite sind sie ausgeschnitten und tragen einen stumpfen Zahn. Das erste Kieferglied ist sehr klein, das zweite lang, das dritte kleiner und dreieckig, das vierte wieder dicker und eiförmig. Das Endglied des dreigliedrigen Lippentasters ist groß und etwas keulenförmig. Die großen Augen sitzen seitlich am Kopf und erreichen fast den Vorderrand des Halsschilds, sind aber im Vergleich mit anderen Agrilusarten auffallend klein. Ein wichtiges Erkennungsmerkmal ist die kahle Stirn mit einer deutlichen Stirnfurche (Abb. 4 und 8).
Der Halsschild (Abb. 4) zeigt eine seichte Mittelfurche. Als gattungstypisches Merkmal trägt er einen doppelten Seitenrand. Dieser besteht aus dem eigentlichen Seitenrand und einer darunter verlaufenden kielartigen Erhöhung. Die Hinterwinkel des Halsschilds sind nach dem Standardwerk Freude-Harde-Lohse ohne Kiele, nach Redtenbacher mit einem mehr oder minder scharfen Leistchen. Abbildungen auf koleopterologischen Webseiten zeigen Tiere mit und ohne kielartigen Strukturen in den Hinterwinkeln. An den Seiten des Halsschilds ist dieser seicht grubig eingedrückt, der Eindruck ist dicht runzelig punktiert (in Abb. 4 vor allem rechts sichtbar) und nicht glatt oder höchstens einzeln punktiert wie bei Agrilus pseudocyaneus. Der Vorderrand des Halsschilds ist hinter den Augen leicht konkav. Der Hinterrand ist vor jeder Flügeldecke deutlich, fast eckig nach vorn gebuchtet, vor dem Schildchen wenig nach vorn gezogen.
Die Flügeldecken sind hinter der Mitte etwas erweitert. Es folgt eine allmähliche Zuspitzung. Jede Flügeldecke endet für sich abgerundet (Abb. 5 in der Tiefe), die Spitze ist nur sehr fein gezähnelt (Abb. 7). Die Flügeldecken sind unauffällig kurz und dunkel behaart, sodass sie kahl erscheinen.
Die Art gehört zu den Agrilusarten, deren dreieckiges, nach hinten stark zugespitztes Schildchen in der Mitte einen scharf erhöhten Querkiel trägt (Abb. 6, Querkiel in der rechten Hälfte blau getönt). Dahinter erstreckt sich eine Querfurche.
Das Analsternit trägt eine Randfurche, die hinten ausgerandet ist (in Abb. 5 rechts blau nachgezogen). Die Vorderbrust (Abb. 3 rechts blau) ist sowohl zum Kopf hin (in Abb. 3 grün, Kinnfortsatz) als auch nach hinten (Abb. 3 rot, Prosternatfortsatz) fortgesetzt. Der kragen- oder latzförmige Kinnfortsatz steht wie eine Schürze nach unten ab und ist in der Mitte ausgeschnitten. Nach der Erstbeschreibung ist dieser Brustfortsatz sehr tief ausgebuchtet nach Redtenbacher dagegen schwach ausgeschnitten. Nach dem Standardwerk Freude-Harde-Lohse ist der Kinnfortsatz besonders beim Männchen stark, gelegentlich auch schwach ausgebildet. Der hintere Fortsatz der Vorderbrust verläuft zwischen den Vorderhüften (in 3 rechts gelb) in eine Aussparung der Mittelbrust. Die Ränder dieses Fortsatzes sind zwischen den Vorderhüften weder gebuchtet noch divergent, sondern verlaufen hier parallel (Abb. 3 rechts). Dies ist ein wichtiges Merkmal bei der Trennung der vielen Agrilusarten. Das erste Glied der Hintertarsen ist so lang wie die beiden folgenden Glieder zusammen. Vorder- und Mitteltarsen sind lappenartig verbreitert. Alle Tarsen sind fünfgliedrig. Die Klauen sind an der Basis gezähnt. Beim Heckenkirschenprachtkäfer sind diese Zähne bei beiden Geschlechtern kurz und breit und täuschen keine gespaltenen Klauen vor.

## Biologie
Der Käfer erscheint ab dem späten Frühjahr, in Baden-Württemberg von Mai bis August mit dem Maximum im Juni. Die Art ist bevorzugt in tieferen Gebieten anzutreffen, aus Baden-Württemberg liegen jedoch auch Fundmeldungen von 1200 Meter ü. M. vor.
Die Tiere erscheinen erst spät am Vormittag, sitzen relativ träge in der Sonne und lassen sich bei Störungen schnell fallen.
Als Wirtspflanzen sind in erster Linie Heckenkirschenarten zu nennen, in Baden-Württemberg hauptsächlich die Rote Heckenkirsche. Es werden jedoch noch zahlreiche weitere Laubgehölze genannt, sodass traditionell die Art als polyphag eingestuft wird. Die Larve entwickelt sich in bereits beschädigten oder kränkelnden dünneren Ästchen bis zu einem Durchmesser von einem Zentimeter. Die gewundenen Fressgänge verlaufen unter der Rinde. Das Ausflugloch ist rund.

## Verbreitung
Das Verbreitungsgebiet der Art erstreckt sich in nordsüdlicher Richtung von Dänemark bis nach Spanien, Italien und dem ehemaligen Jugoslawien, in westöstlicher Richtung von Frankreich bis nach China. Die Art wurde auch nach Nordamerika eingeführt.